# Charbonnières-les-Bains
Charbonnières-les-Bains – miejscowość i gmina we Francji, w regionie Owernia-Rodan-Alpy, w departamencie Rodan.
Według danych na rok 1990 gminę zamieszkiwały 4033 osoby, a gęstość zaludnienia wynosiła 977 osób/km² (wśród 2880 gmin regionu Rodan-Alpy Charbonnières-les-Bains plasuje się na 217. miejscu pod względem liczby ludności, natomiast pod względem powierzchni na miejscu 1578.).